# Great Sturton
Great Sturton est une paroisse civile et un village du Lincolnshire, en Angleterre.